# Šime Erlić
Šime Erlić (Zadar, 22. svibnja 1985.) hrvatski je političar, aktualni gradonačelnik Zadra. Od 2023. do 2025. godine obnašao je dužnost ministra regionalnoga razvoja i fondova EU. Član je Hrvatske demokratske zajednice od 2003. godine.
Sredinom veljače 2025. godine najavljuje kandidaturu za gradonačelnika grada Zadra. Na lokalnim izborima iste godine u drugome krugu pobjeđuje kandidata SDP-a Daniela Radetu i postaje gradonačelnik Zadra.

## Životopis
Rođen je u Zadru 1985. godine.
Diplomirao je ekonomiju na Ekonomskom fakultetu u Zagrebu 2008., te završio poslijediplomski specijalistički studij ekonomije na istom fakultetu 2012. godine. Radio je u Razvojnoj agenciji Zadarske županije do 2014. kada postaje pročelnik Upravnog odjela za europske fondove Grada Zadra pod gradonačelnikom Božidarom Kalmetom. Godine 2020. postaje državni tajnik za strateško planiranje i koordinaciju fondova EU u Ministarstvu regionalnoga razvoja i fondova EU, pozicija na kojoj ostaje do imenovanja za ministra 17. siječnja 2023. godine.
Njegov otac, Novica Erlić, bivši je direktor NK Zadar koji je među optuženima u aferi Ribar, povezanoj s nezakonitim radnjama u predstečajnoj nagodbi kojom je izbjegnuto plaćanje velikog poreznog duga. Osuđen je na 11 mjeseci zatvora, ali mu je kazna zamijenjena radom za opće dobro.
Oženjen je i otac je troje djece.